# Neocompsa tuberosa
Neocompsa tuberosa är en skalbaggsart som beskrevs av Martins 1970. Neocompsa tuberosa ingår i släktet Neocompsa och familjen långhorningar.
Artens utbredningsområde är:
- Costa Rica.
- Honduras.
- Panama.

Inga underarter finns listade i Catalogue of Life.